# Soldiner Straße
Die Soldiner Straße befindet sich im Berliner Ortsteil Gesundbrunnen des Bezirks Mitte und durchzieht den nach ihr benannten Soldiner Kiez.

## Lage
Die rund 1100 m lange Soldiner Straße liegt parallel zur Osloer Straße. Sie beginnt im Westen an der Drontheimer Straße und mündet im Osten in die Grüntaler Straße. Dabei schneidet sie die  Holzstraße, die Koloniestraße, die Stockholmer Straße, die Prinzenallee, die Wriezener Straße und die Freienwalder Straße. Die Panke überquert sie auf Höhe der Stockholmer Straße. Die Straße wird zwischen der Prinzenallee und ihrem westlichen Ende am Ritterlandweg von der Buslinie 255 durchfahren, die weitere Erschließung erfolgt durch die Buslinien M27, 150, 125, 128 und 250 sowie die Straßenbahnlinien M13 und 50, die nahegelegenen U- bzw. S-Bahn-Stationen Osloer Straße und Wollankstraße sind schnell erreichbar.
Auf Höhe der Prinzenallee befindet sich die Stephanuskirche.

## Name
Die Straße wurde am 10. März 1873 nach Soldin (seit 1945 polnisch: Myślibórz), damals Kreisstadt in der Provinz Brandenburg im Regierungsbezirk Frankfurt, benannt. Vorher war sie Straße Nr. 80, Abt. X/2 des Bebauungsplans.